# 大迫磨崖大日如来坐像
大迫磨崖大日如来坐像（おおさこまがいだいにちにょらいざぞう）は、大分県豊後大野市千歳町にある磨崖仏である。1976年（昭和51年）3月30日に大分県の有形文化財に指定されている。大迫磨崖仏、井田石仏とも呼ばれる。

## 概説
高さ5m、幅6mの石窟に嵌め込まれた入母屋造の堂内に鎮座する像高3.2-3.3mの大日如来の坐像である。
豊後大野市では唯一の知田火砕流堆積物に彫られた磨崖仏である。知田火砕流堆積物は彫刻しやすい一方、非常にもろいという性質を有しているため、岩壁に大まかな像を彫り、麻等の繊維を混ぜた粘土を厚さ15-20cmを塗って表面を仕上げた石芯塑像又は石胎塑像という珍しい技法で作られている。現存する像は塑造部分が江戸時代に修造されたものである。
堂の付近の笹を牛に食べさせると病気よけになるとの伝承があり、地元では牛神として信仰の対象になっている。

## 沿革
伝承では日羅が作ったものとされるが、実際の作成年代については、鎌倉時代後期、室町時代の1533年(天保2年）頃、室町時代末期から江戸時代初期等の諸説がある。

## 交通
- JR九州豊肥本線犬飼駅から国道57号を車で10分[6]
- 中九州横断道路千歳ICから国道57号を車で5分[8]